# Lianhua Shan
Lianhua Shan (chinesisch 蓮花山 ‚Lotosblumenberg‘) ist ein plateauartiger Hügel an der Ingrid-Christensen-Küste des ostantarktischen Prinzessin-Elisabeth-Lands. In der Lied Promontory der Larsemann Hills ragt er östlich des Ali Shan auf.
Chinesische Wissenschaftler benannten ihn 1991 im Zuge der Erstellung von Luftaufnahmen und Kartierungsarbeiten im Jahr 1991.